# ワージド・アリー・シャー
ワージド・アリー・シャー（ヒンディー語：वाजिद अली शाह, ウルドゥー語：واجد علی شاہ, Wajid Ali Shah, 1822年7月30日 - 1887年9月1日）は、北インド、アワド藩王国の君主（在位：1847年 - 1856年）。

## 生涯

### 即位
1847年2月13日、父であるアワド藩王アムジャド・アリー・シャーが死亡したため、息子のワージド・アリー・シャーが藩王位を継承した。

### 腐敗の最高潮

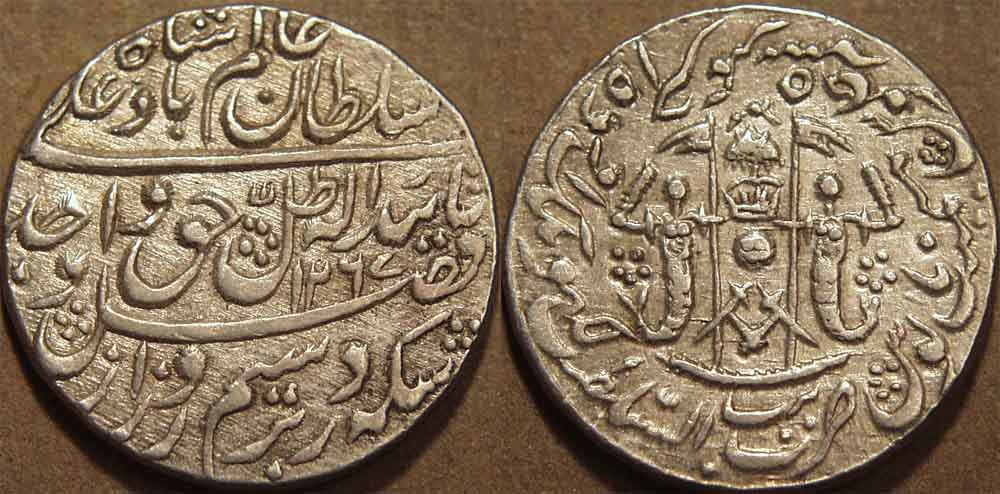
ワージド・アリー・シャーのルピー銀貨

ワージド・アリー・シャーの治世、いよいよアワドの腐敗は極まり、最高潮に達していた。アワドは失政と悪政により、土地は荒廃し、そのうえタールクダールが武装割拠するありさまで、イギリス人らの間にはアジアやアフリカよりも酷いという噂が立っていた。
当時、インド総督のダルフージー侯爵ジェームズ・ラムゼイは「失権の原理」を振りかざし、数多くの藩王国を併合していたが、アワド藩王国にも目をつけるようになった。だが、ワージド・アリー・シャーには多くの子供がいたため、失権の原理の適用は見込めず、別の方法での併合を模索するようになった。
1854年、ダルフージーはジェームズ・アウトラム准将をアワド藩王国の駐在官に任命し、ラクナウに駐在させることとした。彼はすべてを見て、ダルフージーに次のように報告した。
| 「 | 「この国の嘆かわしい状態は、統治者の許すべからざる無関心と失政によるものである。（略）藩王は昼も夜も後宮に入り浸り、放蕩、消費、怠惰に身を落としている」 | 」 |

### アワド藩王国の併合

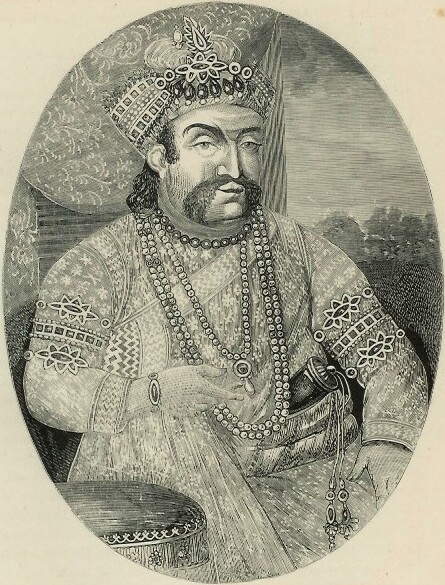
ワージド・アリー・シャー

1856年1月、ダルフージーはの藩王の堕落、内政紊乱（いわゆる悪政）、統治能力なしを理由に、アワド藩王国の内政権をすべてイギリスに委譲するように迫った。だが、アワド側は拒否したため、彼はアワド藩王国を併合することを決定した。
こうして、同年2月7日に藩王ワージド・アリー・シャーは廃位され、同月13日にアワド藩王国は正式に英領に併合されることとなった。 
ダルフージーはアワド藩王国が平和的に併合されたと宣言したが、この藩王国の理不尽な併合に関しては数百万の藩王国の住民がこれ不満に思った。

### 併合後の生活と死
ワージド・アリー・シャーはカルカッタへ強制送還されたのち、そこで荘園を与えられ、年金受給者として暮らすこととなった。彼は年金生活中もまた、音楽、詩作、舞踊、といった趣味にふける生活を送った。
1858年5月、インド大反乱が勃発すると、妃のハズラト・マハルが息子ビルジース・カドルを擁立し、反乱に加勢したが、1859年3月には捕えられている。
1887年9月1日、ワージド・アリー・シャーは年金生活者のまま、カルカッタで死亡した。